# Omar Pérez Aguado
Omar Mario Pérez Aguado (Montevideo, Uruguay, 20 de septiembre de 1976) es un futbolista, surgido de Central Español que milita en  la primera División de Uruguay. Su hermano es también futbolista Diego Pérez. Actualmente juega en la Institución Atlética Río Negro de San José de Mayo .

## Trayectoria
Jugó en el exterior, Banfiel de Argentina Aucas de Ecuador, Rostov de Rusia, en el Castellon de España y en su país por Peñarol, Rampla Juniors y Cerro entre otros.

## Clubes
| Club              | País      | Año         |
| ----------------- | --------- | ----------- |
| Central Español   | Uruguay   | 1994        |
| Banfield          | Argentina | 1994-1995   |
| Central Español   | Uruguay   | 1994-1998   |
| Aucas             | Ecuador   | 1998-1999   |
| Villa Española    | Uruguay   | 1999-2000   |
| Nacional          | Uruguay   | 2000-2001   |
| Defensor Sporting | Uruguay   | 2001        |
| Fénix             | Uruguay   | 2001-2002   |
| Central Español   | Uruguay   | 2002-2003   |
| River Plate       | Uruguay   | 2003-2004   |
| FC Rostov         | Rusia     | 2004-2007   |
| Rampla Juniors    | Uruguay   | 2007        |
| Peñarol           | Uruguay   | 2007-2009   |
| Castellón         | España    | 2009-2010   |
| Cerro             | Uruguay   | 2010-2012   |
| Fénix             | Uruguay   | 2012–2013   |
| Central Español   | Uruguay   | 2014 - 2015 |
| Villa Teresa      | Uruguay   | 2015 - Act. |

- Datos: Q4350861